# Concerto pour flûte et harpe
Le Concerto pour flûte et harpe en ut majeur KV 299/297c de Mozart a été composé en mai 1778 à Paris sur commande du duc de Guisnes.

## Contexte historique
Mozart écrit ce concerto lors de son dernier séjour à Paris. Le duc de Guisnes lui demande un concerto qu'il pourrait jouer avec sa fille harpiste.

## Mouvements
Le concerto comporte trois mouvements:
1. Allegro en ut majeur, à , 265 mesures, caractérisé par de longs dialogues entre les solistes et avec l'orchestre
2. Andantino en fa majeur, à 
, 118 mesures. Le thème est exposé par les cordes avant d'être repris par les solistes
3. Rondeau : Allegro en ut majeur, à , 392 mesures, sous forme de gavotte française, s'ouvre sur une introduction orchestrale, et Mozart tire parti au mieux des possibilités instrumentales de la harpe de son époque, n'ayant pas encore bénéficié des recherches et améliorations de Hochbrucker, Erard et Krumpholz, notamment. Mozart n'écrira rien d'autre pour la harpe. Plus chanceuse, la flûte, instrument que pourtant il affectionnait peu, héritera de deux beaux concertos.

- Durée de l'interprétation : environ trente minutes.

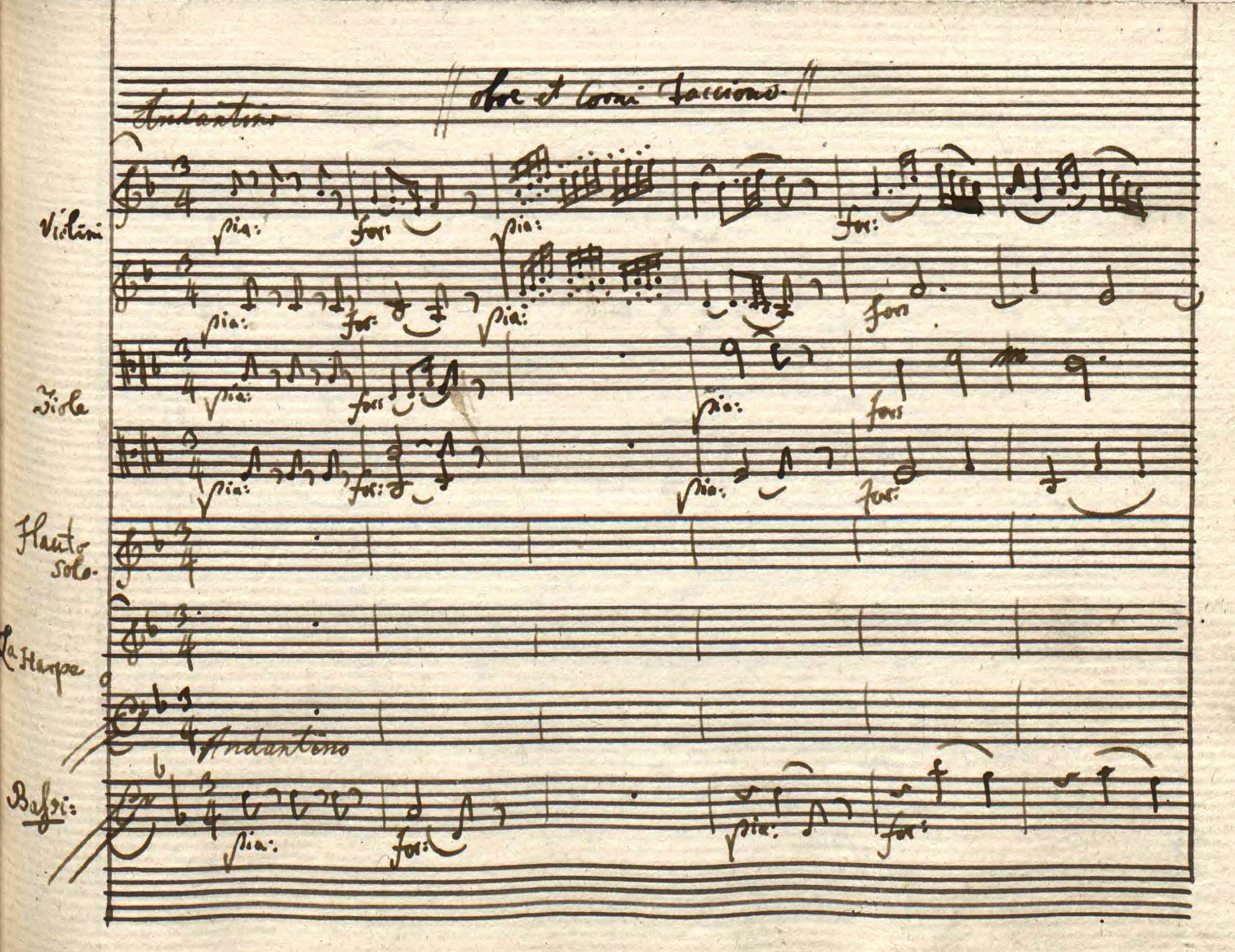
Manuscrit du second mouvement du concerto pour flute et harpe, KV 299 (1778)

## Orchestration
| Instrumentation du Concerto pour flûte et harpe                        |
| Solistes                                                               |
| Flûte et harpe                                                         |
| Cordes                                                                 |
| Premiers violons, seconds violons, altos, violoncelles et contrebasses |
| Bois                                                                   |
| 2 hautbois                                                             |
| Cuivres                                                                |
| 2 cors en ré                                                           |

## Enregistrements
- Une des versions les plus célèbres est celle enregistrée par Lily Laskine et Jean-Pierre Rampal avec l'orchestre de chambre de Jean-François Paillard[2].